# ウィリアム・キャクストン

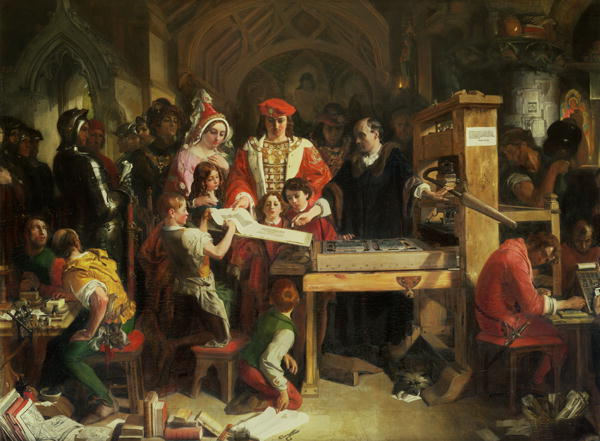
エドワード4世とエリザベス王妃にキャクストンが最初の印刷見本を見せているところ

ウィリアム・キャクストン（William Caxton、1415年-1422年頃 - 1492年3月頃）は、イングランドの商人、外交官、著作家、印刷業者。カクストンとも。イングランドで初めて印刷機を導入して印刷業を始めた人物とされている。また、イングランド人として初めて本を出版して小売りした人物でもある。当時のロンドンで出版物の小売りを手がけていたのは、フランドル人やドイツ人やフランス人ばかりだった。

## 生涯

### 生い立ち

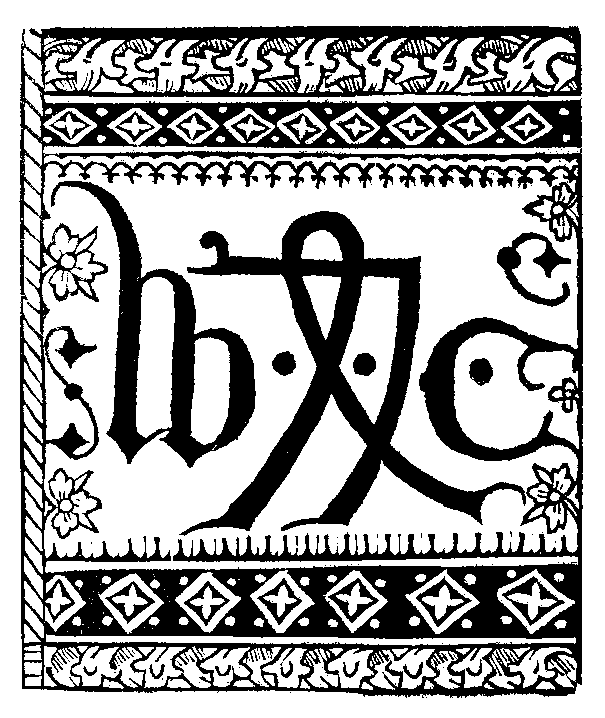
ウィリアム・キャクストンの印刷業者としての紋章 (1478)

キャクストンの出自は不明である。生年月日も不明だが、1438年には見習いとして給料をもらい始めていることから、1415年から1424年の間に生まれたとする記録がいくつか残っている。年季奉公に入ったのは14歳のことではないかとされているが、一般に親方が給料をすぐに支払い始めることはなかった。最初に出版した本『トロイ史集成』の前書きにケントのウィールド（南部の丘陵地帯）で生まれ育ったと書いている。ハドロウやテンターデンにはキャクストンがそこで生まれたという言い伝えがある。ハドロウには Caustions という荘園があり、キャクストン家が所有していた。キャクストンの生家といわれたハドロウにあった家は1436年に解体され、サセックスのフォレストロウのより大きな家の建材として使われた。
1438年までにロンドンに来ていたことは確実であり、Mercer's Company の一員で高級な布地などを扱う裕福な商人ロバート・ラージに弟子入りしていた記録が残っている。ラージは1439年にはロンドン市長に就任した。ラージが1441年に亡くなると、キャクストンにはわずかな金（20ポンド）が渡された。他の奉公人にはもっと多額の金が渡されていることから、キャクストンはその時点ではまだ若かったと見られている。

### 出版者として

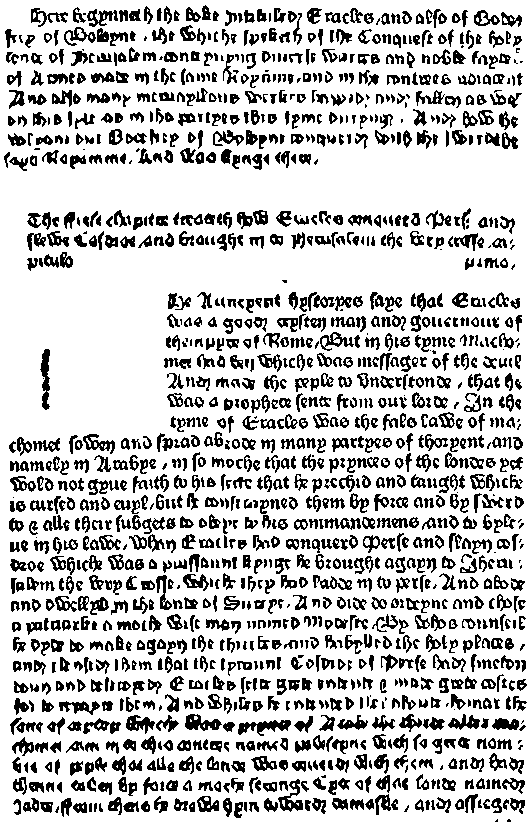
キャクストンが1481年にロンドンで出版した『ボロニイのゴドフレイとエルサレム征服物語』の1ページ目を手書きで模写したもの。冒頭は Here begynneth the boke Intituled Eracles, and also Godefrey of Boloyne, the whiche speketh of the Conquest of the holy lande of Jherusalem. という文で始まっている。途中にある空白部分は "T" の飾り文字を手書きで挿入するために開けてある。

遅くとも1450年までにブルッヘに旅行し、1453年までにはそこで住みはじめている。その時点で Mercers' Company での年季奉公から解放されたとみられる。ブルッヘで商売に成功し、Company of Merchant Adventurers of London というギルドの親方になった。ブロードなどの輸出を手がけるギルドであり、ブルゴーニュ公国との貿易を行ったことからブルゴーニュ公夫人マーガレットの庇護を受けるようになった。彼女はブルゴーニュ公シャルルの3番目の妻で、イングランドの2人の王エドワード4世とリチャード3世の妹でもある。そのおかげでさらに大陸内部にまで商売の範囲が広がり、ケルンまで行くことになった。そこで勃興期の印刷業界を目にし、ドイツの印刷技術に強い衝撃を受けた（グーテンベルクが活版印刷技術を発明したのは1445年ごろのことである）。そこですぐさまブルッヘで印刷業を始め、フランドル人のコラード・マンションの協力を得て1473年、英語で書かれた本を初めて印刷した。それがキャクストン自身が翻訳した『トロイ史集成』(Recuyell of the Historyes of Troye) である。彼の翻訳はブルゴーニュ宮廷で人気となり、誰もがその本を欲しがったため、キャクストンは本格的に印刷会社を設立することを考え始めた。その知識をイングランドに持ち帰ると、1476年にウェストミンスターで印刷会社を設立。最初に印刷した本はチョーサーの『カンタベリー物語』である。他の初期に出版した本としては『哲学者名言集』（Dictes or Sayengis of the Philosophres）があり、1477年11月18日に出版された。これはエドワード4世の義弟であるリヴァーズ伯アンソニー・ウッドヴィルが翻訳したものである。1483年にはキャクストンが翻訳した『レゲンダ・アウレア』、1484年には The Book of the Knight in the Tower を出版しており、これらには初めて英語で活字で印刷されたと見られる聖書の一節が含まれている。
キャクストンは、騎士道物語（フィエラブラなど）、古典、イングランドやローマの歴史書などを出版した。それらの本は15世紀後半のイングランド上流階級の人々に受け入れられた。キャクストンはそれら上流階級の人々の支援を受けたが、それに依存したわけではない。

### 死
キャクストンが死んだ正確な日付は不明だが、ウェストミンスターの聖マーガレット教会の埋葬記録からある程度推測でき、1492年の3月ごろに死去したとみられる。しかし、George D. Painter は著書 William Caxton: a biography の中でキャクストンの没年を1491年としている。当時使われていた暦では、3月25日が新年の最初の日とされていたため、キャクストンが亡くなったとき年は改まっていなかったという理由である。さらに彼は「しかし、キャクストンの出版物が彼の死亡時期をおおよそ明らかにしており、1491年以降に出版された本はなく、1491年に出版された本は12カ月以上印刷された部数としては十分ではない。したがって死亡日は証拠書類を確認しなくとも1491年の秋ごろと推定できる」と記している。

## キャクストンと英語
キャクストンが出版した本の5分の4は英語で書かれていた。彼は多数の作品を英語に翻訳しており、その多くについて自ら翻訳と編集を行っていた。キャクストンが出版したとされる本は108あり、重版を除くと87タイトルである。キャクストン自身が翻訳したのは26タイトルである。彼はなるべく原語に忠実に翻訳しようと務めていたが、出版を急いだためとキャクストン自身の語学力不足により、フランス語の単語を数多くそのまま使ったり、誤訳したりといった事態を引き起こした。
英語はキャクストンの時代に急速に変化しており、キャクストンの出版した作品には様々なスタイルや方言が使われている。キャクストンは作家というよりも印刷技術者であり、本の出版においては常に言語の標準についてのジレンマに直面していた。例えば『アエネーイス』の序文として、その話題で持論を記している。後継者の Wynkyn de Worde も同様の問題に直面した。
キャクストンは出版を通して英語の標準化（方言の均質化）に貢献したとされている。英語の語彙が増え、語形変化や統語論が整い、口語と文語のギャップを広げることになった。
"ghost" という単語に発音しない h を使ったのはキャクストンが最初とされており、フラマン語のスペリング慣習が影響している。

## 脚注

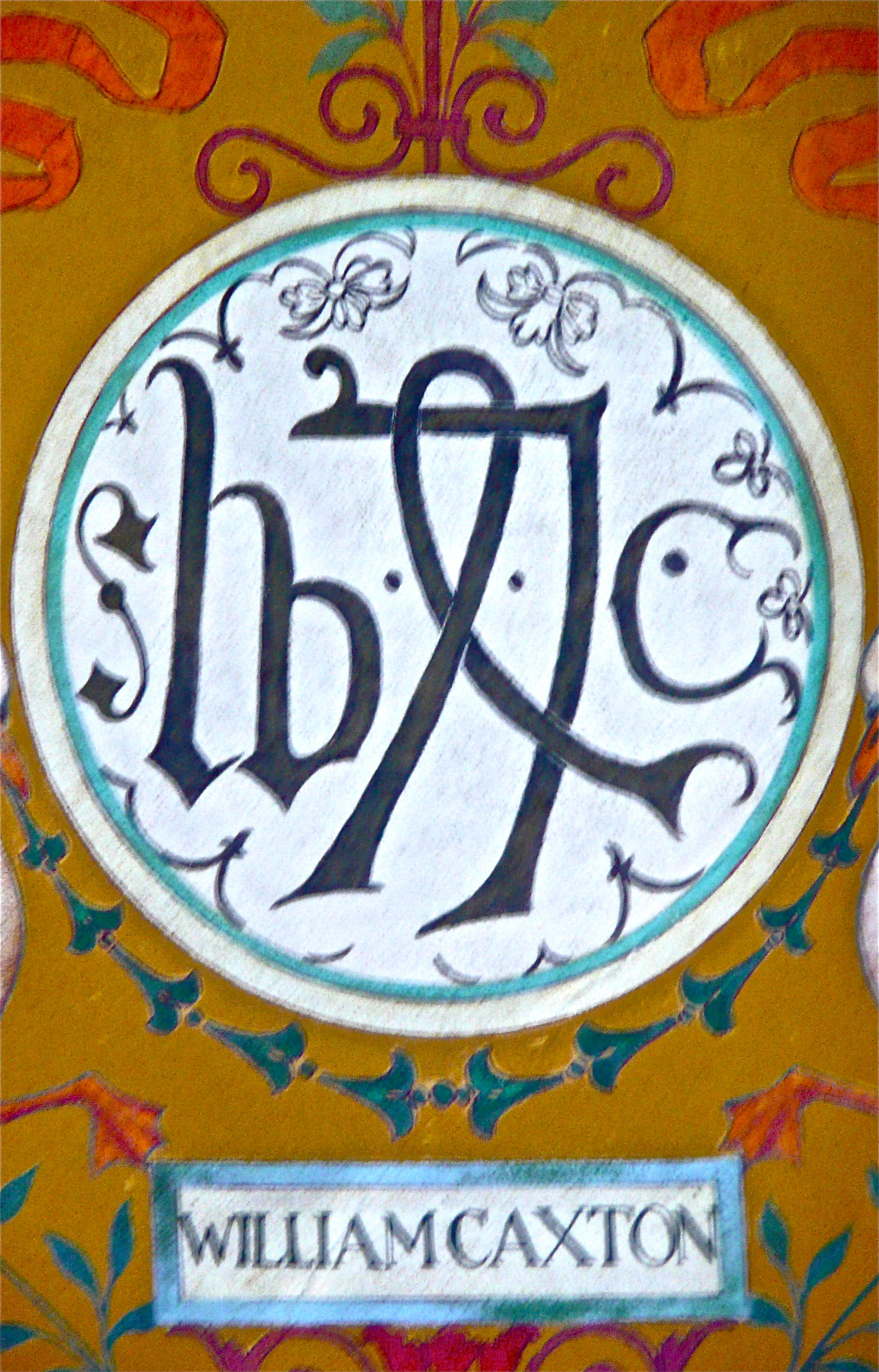
ウィリアム・キャクストンの印刷業者としての紋章（アメリカ議会図書館所蔵）